# Tragedia del Estadio Kanjuruhan
La tragedia del Estadio Kanjuruhan fue un suceso ocurrido tras un partido de fútbol disputado en el Estadio Kanjuruhan, Malang, Java Oriental (Indonesia), el 2 de octubre de 2022. Después de un partido entre Arema FC y Persebaya Surabaya, los hinchas del Arema, tras la derrota de su equipo, invadieron la cancha para atacar a la policía y a los jugadores de Persebaya. En respuesta, las unidades de la policía antidisturbios emplearon gases lacrimógenos que se difundieron en el terreno de juego y los graderíos. Cuando los alborotadores y simpatizantes sintieron los efectos del gas, se produjo una estampida humana que causó al menos 132 muertos y 547 heridos. Se considera una de las peores tragedias en estadios de fútbol a nivel mundial.

## Antecedentes
El vandalismo en el fútbol indonesio tiene un largo historial con decenas de hinchas asesinados en partidos desde la década de 1990. Los clubes de fans de varios equipos tienen los llamados "comandantes", y las unidades de la policía antidisturbios están presentes en muchos partidos y a menudo utilizan bengalas para dispersar a las multitudes alborotadas que invaden el campo de juego. El Arema FC de Malang y el Persebaya Surabaya, clubes rivales de larga data como el Super East Java Derby, estaban programados para jugar un partido de la temporada regular de la Liga 1 en el Estadio Kanjuruhan de Malang con capacidad para 42,000 personas el 1 de octubre. En 2018, los disturbios en Kanjuruhan luego de un partido entre Arema y Persib Bandung resultaron en una muerte después de que la policía antidisturbios empleara gases lacrimógenos para dispersar a la multitud. Aunque las normas de la FIFA (19b) prohíben el uso de gas lacrimógeno en los estadios, las unidades antidisturbios de la policía de Indonesia los utiliza para proteger los partidos de fútbol. Las normas de la FIFA (1–3) son opcionales cuando una asociación o confederación organiza un evento mediante sus propias reglas.
Debido a problemas de seguridad, la policía había solicitado que el partido se celebrara más temprano en la tarde a las 15:00 hora local (8:30 UTC) en lugar de las 20:30 hora local (13:30 UTC) y con un máximo de 38 000 entradas, sin embargo, los hinchas de la Liga 1 no aceptaron la solicitud y se vendieron 42 000 entradas. Sin embargo, siguiendo las indicaciones de la policía, no se proporcionaron entradas para el partido a los hinchas de Persebaya.

## Acontecimientos
A lo largo del partido, la situación de seguridad había sido normal, sin mayores incidentes. Tras el final del partido, en el que Persebaya venció al Arema FC por 3-2 goles, aproximadamente 3.000 hinchas del Arema FC invadieron el campo. Ellos entraron a la cancha pidiendo a los jugadores de su equipo explicaciones de la derrota "después de 23 años sin derrotas en casa" ante su rival Persebaya. Personal de seguridad y la policía trataron de evitar que más hinchas de Arema ingresaran, pero no pudieron.
Después de una "medida preventiva" fallida, la policía comenzó a usar gases lacrimógenos en un intento de dispersar a los alborotadores en el campo, pero la policía también disparó gases lacrimógenos hacia las gradas. Los hinchas de Arema, apodados Aremania, arrojaron objetos, dañaron vehículos policiales e iniciaron incendios en el estadio. Los jugadores de Persebaya se vieron obligados a refugiarse dentro de vehículos blindados de la policía durante una hora antes de poder abandonar el estadio. La policía respondió utilizando gases lacrimógenos en un intento de dispersar a Aremania. La situación empeoró después del uso del gas lacrimógeno, ya que las condiciones del viento atraparon el gas lacrimógeno en el estadio, asfixiando a los aficionados del Arema FC que invadían el terreno de juego. lo que provocó una estampida y más asfixias. Los gases lacrimógenos también fueron usados fuera del estadio. La policía dijo que 10 vehículos policiales y 3 automóviles particulares fueron destruidos por los Aremania.
Inmediatamente después de los disturbios, el vestíbulo de los jugadores y los vestuarios se utilizaron como puestos de evacuación improvisados, y los jugadores y funcionarios de Arema ayudaron a evacuar a las víctimas que aún estaban en el estadio antes de que las ambulancias y los camiones del ejército indonesio las llevaran a los hospitales. Muchos murieron en el camino o durante la atención médica.

## Consecuencias
El 8 de octubre de 2022, la Policía Nacional de Indonesia confirmó 131 muertes por este desastre. Estos datos se hicieron eco del informe anterior de 131 muertes de la Oficina de Salud de la Regencia de Malang. Mientras tanto, el Post del Centro de Crisis Post mortem, establecido por el gobierno de Malang Regency, informa de 133 muertes. Alemania cuestionó las cifras oficiales, alegando que más de 200 personas pudieron morir, ya que algunos de los cadáveres fueron devueltos inmediatamente a sus familias en lugar de ser transportados al hospital. Treinta y nueve niños de 3 a 17 años también están incluidos en el número de muertos. Se espera que el número aumente ya que algunas de las víctimas tratadas estaban "deteriorándose". Entre las muertes, 34 murieron dentro del estadio, mientras que el resto murió mientras recibía tratamiento médico. El 4 de octubre, los nombres de 131 víctimas fueron publicados por Post-mortem Crisis Center Post. Al 7 de octubre de 2022, el número informado de heridos es de 547, según informó la policía. Anteriormente, el 2 de octubre, los informes policiales indicaban que entre las víctimas hay al menos 125 simpatizantes de Arema y 2 policías.
El desastre es el segundo más mortífero en la historia del fútbol asociado en todo el mundo, después del desastre del Estadio Nacional de 1964 en Perú que mató a 328 personas. También es el más mortífero en Asia e Indonesia. 
Como consecuencia del incidente, todos los partidos de la Liga 1 fueron suspendidos durante una semana. La Asociación de Fútbol de Indonesia anunció la prohibición de los partidos en casa de Arema por el resto de la temporada.